# Sciaphila
Sciaphila  es un género de plantas con flores perteneciente a la familia Triuridaceae. Comprende unas 80 especies. Habita en regiones tropicales y subtropicales, encontrándose en África, China, Japón, el subcontinente indio, el Sudeste Asiático, Latinoamérica (desde el sur de México hasta Brasil) y en varias islas del Pacífico.

## Especies seleccionadas
- Sciaphila affinis
- Sciaphila africana
- Sciaphila albescens
- Sciaphila andejensis
- Sciaphila aneitensis
- Sciaphila arfarkiana
- Sciaphila asterias
- Sciaphila atroviolacea
- Sciaphila consimilis
- Sciaphila corallophyton
- Sciaphila corniculata
- Sciaphila corymbosa
- Sciaphila densiflora
- Sciaphila janthina
- Sciaphila japonica
- Sciaphila jianfenglingensis
- Sciaphila khasiana
- Sciaphila ledermannii
- Sciaphila micranthera
- Sciaphila multiflora
- Sciaphila nana
- Sciaphila oligantha
- Sciaphila papillosa
- Sciaphila picta
- Sciaphila polygyna
- Sciaphila purpurea
- Sciaphila quadribullifera
- Sciaphila ramosa
- Sciaphila rubra
- Sciaphila schwackeana
- Sciaphila secundiflora
- Sciaphila stellata
- Sciaphila sugimotoi
- Sciaphila tenella
- Sciaphila thaidanica
- Sciaphila wariana
- Sciaphila winkleri
- Sciaphila yakushimensis